# Lynn Burke
Pour les articles homonymes, voir Burke.
Lynn Edythe Burke, née le 22 mars 1943 à New York, est une nageuse américaine, dont la nage principale est le dos.

## Carrière
Licenciée au Santa Clara Swim Club, Lynn Burke dispute les Jeux olympiques de 1960 à Rome (Italie). Elle est sacrée championne olympique en 100 mètres dos ainsi qu'en relais 4×100 mètres 4 nages.
Lynn Burke devient plus tard mannequin, écrivaine et femme d'affaires.